# 霍希亚布尔县
霍希亞布爾縣（Hoshiarpur district）是印度西北部旁遮普邦的一個縣，面積3,386平方公里，2011年人口1,586,625，人口密度每平方公里469人，識字率為84.59%。

## 外部連結
- Hoshiarpur district （页面存档备份，存于）
- Hoshiarpur District at Maps of India （页面存档备份，存于）
- Bhrigu Samhita （页面存档备份，存于）